# Pedraza de Campos

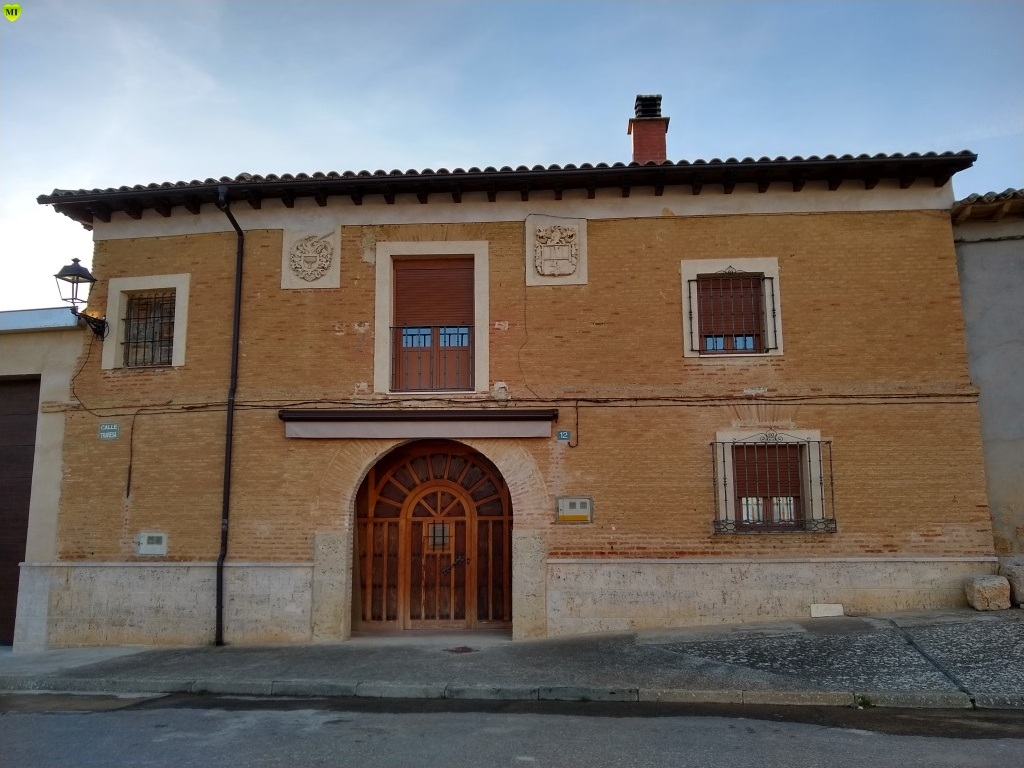

Pedraza de Campos es un municipio y localidad española de la provincia de Palencia, en Castilla y León. Tiene una población de 72 habitantes (INE 2024).

## Toponimia
El topónimo o nombre de lugar de Pedraza parece provenir del vocablo grecolatino “petra” o piedra, al que se añade el sufijo “aza” de abundancia, lo que nos daría un significado de “lugar abundante en piedras o predajero”. Lo “de Campos” ya se sabe que es un anexo localizador utilizado desde el siglo XIX.

## Geografía
Se encuentra a una altitud de 750 m y situado a unos 19 km de la ciudad de Palencia. El término municipal se ubica en el sur de la provincia de Palencia, en la comunidad autónoma de Castilla y León. La topografía, cultivada en su mayoría de cereal, es llana, interrumpida a veces por algunos cerros. Su clima es extremado y seco.

## Historia

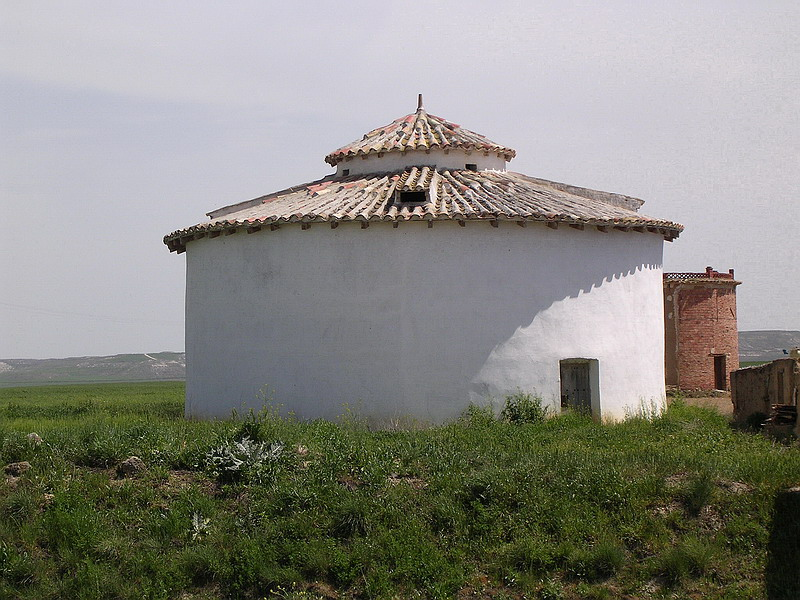
Típico palomar de la Tierra de Campos ubicado en Pedraza de Campos

Ya en la documentación histórica de 1112 se recoge que el rey Alfonso VIII donaba al hospital de San Antolín todas las posesiones reales que poseía en la villa de «Petraza».
A finales del siglo XVI, el monarca Felipe II, en un intento de acaparar dinero para la maltrecha economía real, intentó vender esta villa de Pedraza a lo que se opuso fuertemente el Cabildo palentino debido a las ingentes aportaciones de rentas que esa villa venía haciendo a eses hospital de San Antolín. Por ello, la villa no sería enajenada, quedando anexionada a esa institución hasta fechas recientes.
El término de Pedraza se encuentra a caballo entre Tierra de Campos y los alcores. Poseía ese término una localidad, ya despoblada desde el siglo XI que advocaba en su iglesia a San Salvador. Como remembranza permanece en pie y ya recuperada por los propietarios de una finca, una pequeña ermita dedicada asimismo al Salvador.
La arquitectura y la artesanía tradicional de estas tierras está basada en el adobe, el ladrillo de barro cocido al sol. Son famosos sus palomares, que inundan la Tierra de Campos. En los alrededores del casco urbano de Pedraza de Campos aún se pueden admirar algunos bellos modelos de estos tradicionales palomares.

### sigloXIX
Así se describe a Pedraza de Campos en la página 733 del tomo XII del Diccionario geográfico-estadístico-histórico de España y sus posesiones de Ultramar, obra impulsada por Pascual Madoz a mediados del siglo XIX:

PEDRAZA DE CAMPOS

Villa con ayuntamiento en la provincia, diócesis y partido judicial de Palencia (3 1/2 leguas), audiencia territorial y capitanía general de Valladolid (7).
Situada en una extensa, seca pero fertilísima llanura, goza de un clima sumamente saludable y benigno, aunque bastante frío en el invierno por estar combatido del viento N.
Tiene 180 casas, inclusa la consistorial; 2 pósitos, uno con 700 fanegas de trigo de existencia y el otro con más de 200; una escuela de niños de ambos sexos, a la que asisten unos 60 niños y de 15 a 20 niñas; el maestro recibe de los padres de los niños 12 cargas de trigo y 500 reales por reparto vecinal; una iglesia parroquial de entrada, su advocación San Cipriano, servida por un cura, 3 beneficiados, un sacristán y un organista; un cementerio bastante capaz, y junto a él una pequeña ermita dedicada al Cristo del Amparo. Fuera del pueblo hay una fuente y un pozo, cuyas aguas no son potables, por lo que los vecinos van por el agua para la bebida a Ampudia o Autilla del Pino.
Confina el término por N con el de Revilla; E con el de la Torre de Mormojón; S con el de Ampudia, y O con el de Baquerín; en él se halla el despoblado de Villarramiro, de propiedad particular; se compone de 300 obradas de tierra labrantía y 600 de paramal, que sirven para pastar ganado ovejunos, con una casa para el guarda del sitio.
El terreno es llano y fertilísimo, excepto la parte del O que es montuoso, más ligero y de inferior calidad.
Pasa por este pueblo el camino que de Dueñas va a Villada y Villalón, y el de Palencia a Rioseco en muy mal estado. El correo se recibe por medio de valijero, que lo trae dos veces a la semana de la administración de Palencia.
Producciones: trigo, cebada, avena, legumbres y vino; cría ganado lanar, vacuno y mular; caza de liebres, conejos y perdices.
Industria: la fabricación del yeso en 20 yeseras que hay en las cuestas y las benefician 20 jornaleros, despachando este artículo en los pueblos limítrofes.
El comercio está reducido a la venta de granos en las fábricas de harina de Palencia y Grijota, y la lana en el primer punto a los fabricantes de mantas.
Población: 140 vecinos, 728 almas.

Capital productivo: 894.500 reales. Imponible: 25.750.

## Geografía humana

### Demografía
Cuenta con una población de 72 habitantes (INE 2024).
| Gráfica de evolución demográfica de Pedraza de Campos entre 1842 y 2021                                               |
| |
| Población de derecho según los censos de población del INE. Población de hecho según los censos de población del INE. |

| 1900 | 1910 | 1920 | 1930 | 1940 | 1950 | 1960 | 1970 | 1981 | 1991 |
| 602  | 587  | 550  | 459  | 471  | 504  | 446  | 273  | 159  | 123  |

## Cultura

### Arte

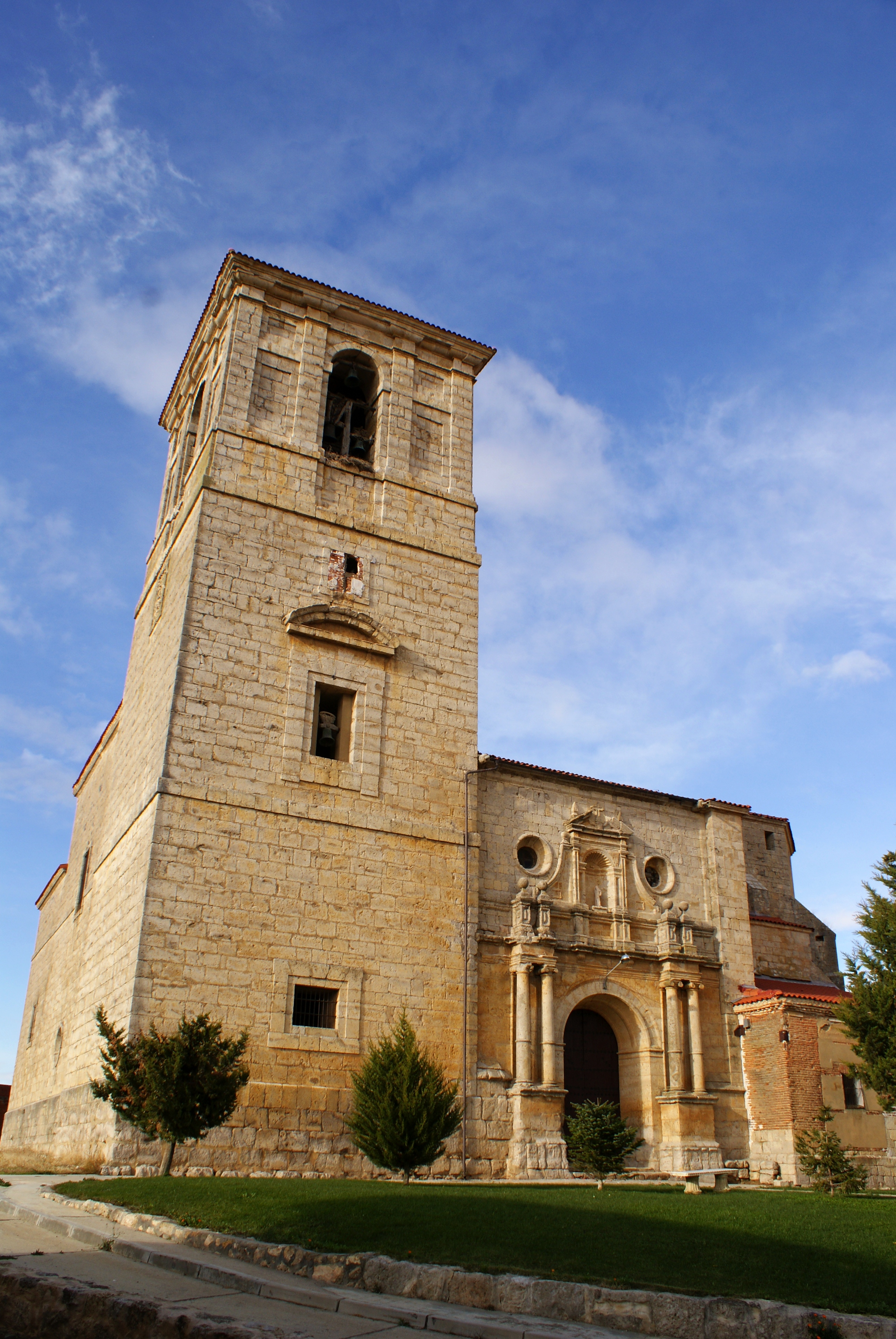
Iglesia de San Cipriano

La iglesia de San Cipriano, del siglo XVI, es románica y posee tres naves separadas por pilares. La portada del lado de la epístola es de principios del siglo XVIII. En el interior destacan los retablos de los siglos XVI y XVIII.

### Fiestas
Las fiestas del pueblo son el 3 y 4 de mayo, se danza delante del Cristo en procesión. También, el 16 y 17 de septiembre se celebra el patrón del pueblo, que se ha trasladado a la primera semana del mes de agosto, también se danza en procesión.

### Gastronomía
Lechazo, queso de oveja, pichones estofados, perdices en escabeche, sopas abadas de Tierra de Campos. La matanza del cerdo se realiza en invierno.

## Vecinos ilustres
El dulzainero Mariano Gutiérrez “Calcón” (1902-1996) natural de Mazariegos de Campos (Palencia) y residente en Pedraza de Campos (Palencia), apodado "Tío Calcón". Éste empieza a ir a Villafrades acompañado de sus hijos Enrique (a la caja) y Ricardo (al bombo) para tocar el día de San Isidro y posteriormente son llamados por Domiciano (el alguacil) para amenizar tanto el baile de la función (fue el primero que introdujo la orquesta para el baile de la verbena) como la procesión el día de la fiesta. Durante unos años (1949 a 1956) fueron los encargados de tocar además de la fiesta en un par de cofradías y de acompañar al grupo de la Sección Femenina.